# España y Filipinas
España y Filipinas es una pintura al óleo sobre madera, obra del ilustrado, propagandista, héroe nacional y pintor filipino Juan Luna. Se trata de una representación alegórica de dos mujeres juntas, una que representa a España y la otra a Filipinas. La pintura, también conocida como España guiando a Filipinas es considerada como un gran legado que los filipinos heredaron de Juan Luna. La pintura es una pieza fundamental del hall de Luna en el Museo López de Pásig en Filipinas.

## Descripción
Hispania fue dibujada con "anchos hombros mientras que la mujer filipina fue representada como una mujer delgada, esbelta y tez morena. Ambas van vestida con ropa femenina, la mujer filipina con un "vestido de mestiza". Los vestidos muestran la cultura, la conciencia de clase y las transformaciones sociales resultantes del proceso de hispanización del siglo XIX. Ambas mujeres muestran la espalda al espectador, mirando al lejano horizonte mientras suben unas escaleras. En conjunto, España se muestra guiando a Filipinas a lo largo del trayecto del progreso y desarrollo.
La representación de España, más alta y de apariencia maternal representa una "imagen benevolente del colonialismo", apunta hacia el horizonte y parece estar mostrando el camino correcto a una Filipinas "vestida humildemente". La pintura aparece en el libro El legado de España con la imagen de este cuadro y con el siguiente texto: España guiando a Filipinas por la senda del progreso. Lo describe como una pintura que una vez unió a colonos y colonizadores, una "escena bucólica" del amo y el siervo "caminando codo con codo".

## Significado histórico
Aunque sea una obra maestra que proyecta una cercana conexión entre España y Filipinas a través de estas alegorías, no deja de ser una pintura propagandística que revela la verdadera esperanza y deseo de los "ilustrados" del país durante el siglo XIX: asimilación por parte de España, reforma, igualdad, modernización y mejoras económicas. Contrario a la opinión de José Rizal de que Luna era un hispanófilo, o una persona incapaz de decir nada en contra de España, el cuadro de España y Filipinas es una "postura no combativa" de Luna para mostrar a España y a los que vieran el cuadro, lo que necesitaba Filipinas por aquel entonces.